# Ochropleura refulgens
Ochropleura refulgens är en fjärilsart som beskrevs av W. Warren 1909. Ochropleura refulgens ingår i släktet Ochropleura och familjen nattflyn. Inga underarter finns listade i Catalogue of Life.